# Fanny Källström
Fanny Linnea Källström, född 13 maj 1995 i Härnösands församling, Västernorrlands län, är en svensk kompositör och musiker. 

## Biografi
Fanny Källström arbetar som kompositör och musiker. Hon tilldelades 2023 Stims pris Årets kompositör inom folk- och världsmusik.

## Kompositioner
- Tiden har sin gång[4]

## Utmärkelser
- 2023: Årets kompositör inom folk- och världsmusik.[4]